# 特定アジア
特定アジア（とくていアジア、英語: Tokutei Asia〈specific-Asia〉）とは、21世紀初頭以降の日本国内において、政府による外交や旧植民地政策への対立姿勢が強い中華人民共和国（中国）、大韓民国（韓国）、朝鮮民主主義人民共和国（北朝鮮）の3か国について用いるようになったネットスラング。特亜（特亞）または特アとも略される。
「アジア」という語は、本来は東アジアからトルコにまで至る広大な地域を指しているが、その中でも日本との関係性が問題となりやすい近隣の特定地域をマスコミやインターネットや政治家が取り上げる際にも「アジア」という語を使うことがあり、こうした狭義の「アジア」を本来の「アジア」と区別するために使われるのが「特定アジア」という用語である。
もともとは、インターネット上での掲示板などで使用されるインターネットスラングの一つであったが、その後2010年代にかけ、下記のような学者、政治家、ジャーナリスト、書籍における保守・右派論者の間で広まった経緯から、概ね批判・侮蔑的文脈で用いられる。

## 語源
| 調査対象国     | 肯定 | 否定 | どちらでもない | 肯定-否定 |
| -------------- | ---- | ---- | -------------- | --------- |
| 中国           | 22%  | 75%  | 3              | -53       |
| スペイン       | 39%  | 36%  | 25             | 3         |
| トルコ         | 50%  | 32%  | 18             | 18        |
| パキスタン     | 38%  | 20%  | 42             | 18        |
| インド         | 45%  | 17%  | 38             | 28        |
| ロシア         | 45%  | 16%  | 39             | 29        |
| ペルー         | 56%  | 25%  | 19             | 31        |
| ナイジェリア   | 57%  | 24%  | 19             | 33        |
| イギリス       | 65%  | 30%  | 5              | 35        |
| メキシコ       | 59%  | 23%  | 18             | 36        |
| ケニア         | 58%  | 22%  | 20             | 36        |
| ドイツ         | 50%  | 13%  | 37             | 37        |
| インドネシア   | 57%  | 17%  | 26             | 40        |
| アメリカ       | 65%  | 23%  | 12             | 42        |
| ギリシャ       | 52%  | 9%   | 39             | 43        |
| フランス       | 74%  | 21%  | 5              | 53        |
| ブラジル       | 70%  | 15%  | 15             | 55        |
| オーストラリア | 78%  | 17%  | 5              | 61        |
| カナダ         | 77%  | 12%  | 11             | 65        |

| 調査対象国     | 肯定 | 否定 | どちらでもない | 肯定-否定 |
| -------------- | ---- | ---- | -------------- | --------- |
| 中国           | 4%   | 90%  | 6              | -86       |
| 韓国           | 22%  | 77%  | 1              | -55       |
| パキスタン     | 51%  | 7%   | 42             | 44        |
| フィリピン     | 78%  | 18%  | 4              | 60        |
| オーストラリア | 78%  | 16%  | 6              | 62        |
| インドネシア   | 79%  | 12%  | 9              | 67        |
| マレーシア     | 80%  | 6%   | 14             | 74        |

| 調査対象国     | 肯定 | 否定 | どちらでもない | 肯定-否定 |
| -------------- | ---- | ---- | -------------- | --------- |
| 中国           | 18%  | 71%  | 11             | -53       |
| メキシコ       | 24%  | 34%  | 42             | -10       |
| パキスタン     | 34%  | 15%  | 51             | 19        |
| 南アフリカ     | 41%  | 17%  | 42             | 24        |
| インド         | 39%  | 13%  | 48             | 26        |
| フランス       | 55%  | 29%  | 16             | 26        |
| ポルトガル     | 43%  | 13%  | 44             | 30        |
| イギリス       | 58%  | 26%  | 16             | 32        |
| ドイツ         | 58%  | 25%  | 17             | 33        |
| ガーナ         | 55%  | 11%  | 34             | 34        |
| オーストラリア | 60%  | 26%  | 14             | 34        |
| スペイン       | 57%  | 19%  | 24             | 38        |
| エジプト       | 52%  | 14%  | 34             | 38        |
| ケニア         | 61%  | 20%  | 19             | 41        |
| トルコ         | 64%  | 21%  | 15             | 43        |
| 韓国           | 68%  | 20%  | 12             | 48        |
| イタリア       | 66%  | 18%  | 16             | 48        |
| ブラジル       | 66%  | 16%  | 18             | 50        |
| ナイジェリア   | 65%  | 14%  | 21             | 51        |
| カナダ         | 67%  | 16%  | 17             | 51        |
| アメリカ       | 69%  | 18%  | 13             | 51        |
| チリ           | 66%  | 14%  | 20             | 52        |
| ペルー         | 64%  | 10%  | 26             | 54        |
| ロシア         | 65%  | 7%   | 28             | 58        |
| フィリピン     | 84%  | 12%  | 4              | 72        |
| インドネシア   | 85%  | 7%   | 8              | 78        |

匿名掲示板「2ちゃんねる」は、以前から中国・韓国・北朝鮮に関する話題はユーザーのイデオロギーの相違によって紛糾する傾向にあった。とくにニュース系の掲示板で顕著であったため、この3か国関連のニュースのみ「ニュース極東板」として分離されることとなった。「ニュース極東板」ではこれら3か国に差別的な意見を持つ者たちが集まり、「特定アジア」の用語が使われるようになっていった。
なお、「特定アジア諸国」という語はそれ以前よりさまざまな場面で用いられているが、いずれも本項の「特定アジア」とは無関係である。朝南政昭（南川政昭）はアメリカ合衆国の戦略国際問題研究所 (CSIS) が2002年8月1日に発表した報告書『統一コリアに対する米政策の青写真』に、“a selected Asian nation(s)”（アジアの特定の国（々））との記述があることをもって、「特定アジア」の語源としている。また、『朝鮮日報』はこの報告書に関する2002年9月19日の報道で「特定アジア諸国」という日本語訳を与えている。しかしこの語句は「朝鮮半島が統一した場合に統一コリアがとり得る外交戦略としては、（中略）アジアのどこかの国（々）と同盟関係を結ぶことが考えられる」という文脈で用いられており、本項で述べている「特定アジア」のことではない。

## 「特定アジア」諸国の対日感情
BBCワールドサービスやピュー・リサーチ・センターが定期的に実施している世界各国を対象とした対他国感情に関する調査によれば、調査対象国における対日・対日本人感情は好意的な回答を示しており、日本は、世界に対して良好な影響を与えていると評価されている。一方、「特定アジア」と称される中国と韓国は日本を肯定的にとらえる回答より否定的にとらえる回答が多い傾向にある（北朝鮮は調査データがない）。
2015年4月6日から5月27日にかけてピュー・リサーチ・センターが実施したアジア太平洋10カ国の国民とアメリカ人の15,313人を対象にした日本、中国、インド、韓国の4カ国の好感度調査では、日本に好感を持つと答えた人の割合が、中国、インド、韓国に好感を持つと答えた割合を大きく上回った。日本、中国、インド、韓国の4カ国のなかでも日本は最も好意的に評価され、アジア太平洋10カ国の国民とアメリカ人の平均71%が日本に対して好意的な見解を表明した。2位はアジア太平洋10カ国の国民とアメリカ人の平均57%が好意的な見解を表明した中国だった。3位はアジア太平洋10カ国の国民とアメリカ人の平均51%が好意的な見解を表明したインドだった。最下位は、アジア太平洋10カ国の国民とアメリカ人の平均47%という国民の半分以下が好意的な見解を表明した韓国だった。日本は中国と韓国を除いて、ポジティブなイメージを持たれており、マレーシア人の84%、ベトナム人の82%、フィリピン人の81%、オーストラリア人の80%、アメリカ人の74%、インドネシア人の71%が日本に対して肯定的な感情を表明している。

## 「特定アジア」の使用例
- 『産経新聞』記者の阿比留瑠比は、SANKEI EXPRESS（2007年3月22日）の記事中に、「4月下旬に訪米する安倍氏としては、中国、韓国、北朝鮮の「特定アジア」を喜ばせるだけの日米離間は望ましくない。」という一節でこの語を用いた[5]。
- 米国の弁護士にして長年日本に在住するタレントであるケント・ギルバートは自著において「特亜三国」と記した[18][19]。
- 日本が中国と韓国から国益を侵害されていること（東シナ海ガス田問題や竹島の領土問題など）について、古田博司が、『産経新聞』のオピニオン欄『正論』で「もういいかげんに覚悟を決めたらどうだろうか。特定アジアからそろって偽史まで強要されている。そのような恥ずかしい国に住んでいくという覚悟を、もう決めた方がよいのではないか」と論じた[6]。古田はまた、「特定アジア」を「反日の弧」と表現している[20]。
- 宝島社は、『自衛隊VS“特定アジア”〜中国・北朝鮮』というタイトルの書籍を出版している[7]。
- 石破茂は、清谷信一との対談において、清谷が「反日なアジアは韓国や中国などの特定アジアだけ」と言及したことに対して、「過去の日本軍の行動の負の部分をみつめないとアジアの反日が再燃する可能性があり、特定アジアだけが反日と決めかかるべきではない」と述べている[21]。
- 韓国の『ソウル新聞』に日本で研究を行う韓国人研究者が、日本で流行する「嫌韓流」や「特定アジア（特亜）」という単語を紹介する中で、市場経済や民主主義など日本とは体制が一致しているとされる韓国が、中国や北朝鮮のような、言論の自由が制限されている一党独裁の社会主義国家とともにカテゴライズされていることの理由を考察する必要があると訴えている[8]。
- 『毎日新聞』専門編集委員の布施広は同紙コラム「発信箱」で「ご存じだろうか…反日感情の強い3国を冷ややかに隔離するように、ネットなどで時々見る言葉」と紹介、「隣人は大切にしたい。右でも左でもいいが、特アなんて悲しい言葉」と批判した[22]。
- 東京大学社会科学研究所の田辺俊介は日本における「アジア観」を分析する中で、インターネット掲示板上でこれらの国々が“Tokutei Asia(specific-Asia)”と呼ばれていることに言及した[注 4]。